# Stalingrad (film, 1993)
Stalingrad je německý válečný film, který v roce 1993 natočil režisér Joseph Vilsmaier.

## Děj
Z praporu německých Sturmpionier (v českém dabingu nesprávně přeložených jako výsadkáři), jež se zotavují po krutých bojích o Al-Alamein[zdroj⁠?!] v Severní Africe je po dovolené v Itálii sestavena úderná rota, která má rozkaz přesunout se do Stalingradu. V této skupině jsou i tři nerozluční kamarádi ve zbrani, jež doplňuje nový poručík von Witzland (v českém dabingu nesprávně přeložený jako von Wickland), jež přišel nahradit svého zraněného předchůdce. Skupina německých vojáků (Fritz, „Rollo“, Gege, a Hans von Witzland), spolu prožijí říjnové a listopadové boje o tovární komplexy u Volhy ve Stalingradu a po excesu v polním lazaretu jsou převeleni do „Strafebatallionu“ (trestné roty). Zde dostávají možnost získat ztracenou čest dobrovolnou účastí v sebevražedném boji o vesnici Marinovka, jež tvoří poslední šanci na německý ústup ze stalingradského „kotle“.
Vesnici se sice podaří ubránit v krutém boji proti ruským tankům, nicméně německý ústup je nevyhnutelný.
Následuje marný pokus o evakuaci letadlem po simulaci zranění, který ovšem skončí opět neúspěchem. Zdá se že stalingradský „kotel“ je nad síly německých vojsk.
Film velice věrně ilustruje skutečnou situaci ve Stalingradu na přelomu let 1942 a 1943.[zdroj⁠?!] Hlad, zima, vyčerpání, nemoci a ztráta iluzí o „velké a neporazitelné německé armádě“, se odráží v chování vojáků. Jejich hrdinské skutky vůči svým kamarádům a vzpoury proti nadřízeným jsou věrným zobrazením utrpení obyčejného německého vojáka.[zdroj⁠?!] Čest a sláva jsou jenom slova a smrt a zmar je všudypřítomný.
Film se natáčel v několika lokalitách, z nichž pro české diváky je nejzajímavější bývalé vojenské letiště Hradčany (ve filmu letiště Pitomnik), areál Poldi Kladno a samozřejmě filmové ateliéry na pražském Barrandově. Zimní scény pak byly dotáčeny ve Finsku. Pro natáčení útoku tanků byly použity tanky T-34/85, které se však v době bitvy u Stalingradu ještě nevyráběly, účastnila se jí jejich starší varianta T-34/76.
Za českou produkci se na filmu podílely:
- Filmové studio Barrandov – ateliéry Hostivař
- Studio Sirotek – Jirka Sirotek
- Art Centrum a.s.

## Obsazení
| Dominique Horwitz  | Fritz Reiser             |
| Thomas Kretschmann | Hans von Witzland        |
| Jochen Nickel      | Manfred Rohleder (Rollo) |
| Sebastian Rudolph  | GeGe Müller              |
| Dana Vávrová       | Irina                    |
| Martin Benrath     | generál Hentz            |
| Sylvester Groth    | Otto                     |
| Karel Heřmánek     | kapitán Herrman Musk     |
| Dieter Okras       | kapitán Haller           |
| Zdeněk Vencl       | Wölk                     |
| Pavel Mang         | Kolja                    |